# Lone Rock (Südliche Shetlandinseln)
Der Lone Rock (von englisch lone ‚allein, einzeln, einsam‘, spanisch Roca Solitaria) ist ein isolierter Klippenfelsen im Archipel der Südlichen Shetlandinseln. Er ragt südlich des östlichen Endes von Nelson Island aus der Bransfieldstraße auf.
Wissenschaftler der britischen Discovery Investigations kartierten ihn 1935 und gaben ihm seinen deskriptiven Namen.